# Dryomyza amblia
Dryomyza amblia är en tvåvingeart som beskrevs av Hiromu Kurahashi 1981. Dryomyza amblia ingår i släktet Dryomyza och familjen buskflugor. Inga underarter finns listade i Catalogue of Life.